# Great migration

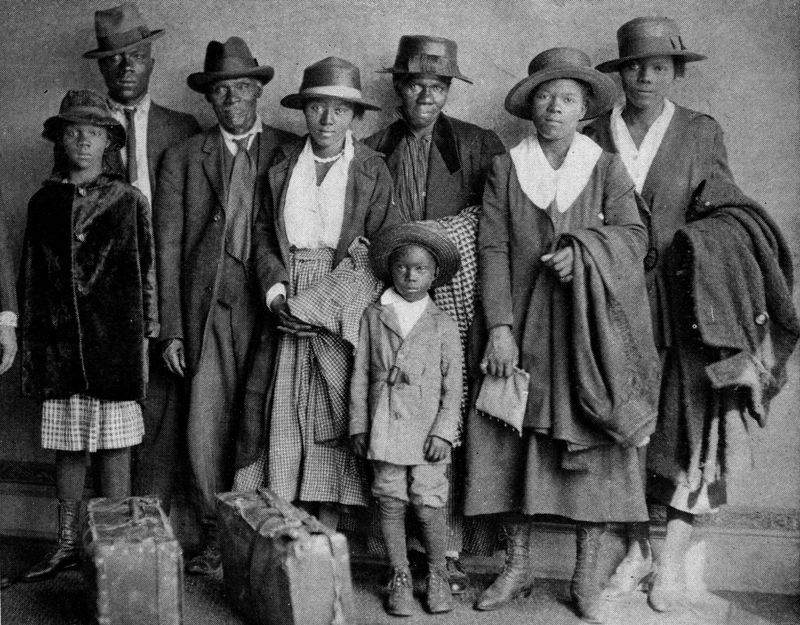
Familjen Arthur har anlänt till Chicago 1920. Två av sönerna hade lynchats i Paris i Texas två månader tidigare. En ikonisk bild som representerar Great migration enligt Chicago Tribune.

Great migration, ungefär "stora migrationen", var en stor folkförflyttning i USA mellan 1910 och 1970 där omkring sju miljoner afro-amerikaner lämnade landsbygden i Sydstaterna och flyttade till industrialiserade storstadsområden i östra, norra och västra USA. De lämnade den amerikanska Södern på grund av segregationslagar som drabbade afro-amerikanska bönder och lantarbetare hårt, både politiskt och ekonomiskt. Great migration delas upp i två delar, den första under 1910- och 1920-talen som klingade av under depsressionen på 1930-talet. Den andra inleddes under andra världskriget och varade över hela 1960-talet. Innan folkförflyttningen levde 90 % av den afro-amerikanska befolkningen i Södern, och de var i majoritet i några stater; Louisiana, South Carolina, och Mississippi.

## Bakgrund
Efter amerikanska inördeskriget kontrollerades den amerikanska Södern av ombud för Nordstaterna, under rekonstruktionstiden, där den besegrade Södern skulle integreras i USA. Slaveriet förbjöds, och den afro-amerikanska befolkningen fick formellt samma rättigheter som alla andra amerikaner. Under en kort tid mötte de också framgångar i stalitgt styre och några afro-amerikaner röstades in i kongressen. Men rasismen var fortsatt stark både i Nord- och Sydstaterna och reformerna under den första tiden klingade av, och 1877 återgick Södern till eget styre. Det infördes segregationslagar, så kallade Jim Crow-lagar, som man argumeterade för inte bröt mot konstiutionen men som försvårade för afro-amerikaner att delta i det politiska livet och diskriminerade afro-amerikanska småbönder och lantarbetere. Dessutom var rättssäkerheten liten för afro-amerikaner, till exempel genomfördes omkring 3 500 lynchningar mellan åren 1892 och 1968. I slutet av 1800-talet och början av 1900-talet var det också flera missväxtsår, och afro-amerikaner började röra sig mot industrierna i norr. I samband med att första världskriget utbröt i Europa minskade immigrantströmmarna radikalt till USA, och industrierna i norr började mer aktivt söka arbetskraft i det rurala Södern.

## Första vågen 1910-1930
Lockade av arbetstillfällen flyttade omkring en miljon människor till stora industristäder som New York och Chicago. Det var inte en friktionsfri inflyttning, men industrierna behövde mycket folk, särskilt när USA tog en aktivare del i kriget. Efter första världskriget, sommaren 1919, utbröt stora raskravaller i de amerikanska storstäderna, i vad som har kallats "Red summer", ungefär "röda sommaren". Särskilt omfattande var kravallerna i Chicago mellan arbetare av irländskt ursprung och afro-amerikaner. Irländarna var organiserade och var väl etablerade i Chicago, men afro-amerikanerna hade förnyat självförtroende, bland annat efter att ha stridit i Europa.
Under första vågen skapades också politiska plattformar för den afro-amerikanska befolkningen när de började organisera sig politiskt och fackligt. Kulturen påverkades, i New York koncentrerades den afro-amerikanska befolkningen till Harlem, och där uppstod en guldålder med poeter, jazz och konst som gick under samlingsnamnet Harlem Renaissance, Harlemrenässansen. Den klingade av och dog ut på 1930-talet men bidrog även till politiska strömningar i en begynnande medborgarrättsrörelse. Harlemrenässansen fick nationell och internationell uppmärksamhet med artister som Duke Ellington, Billie Holiday och Josephine Baker, men motsvarande strömningar fanns i andra städer och mynnade till exempel ut i Chicago blues.
I samband med depressionen under 1930-talet minskade migrationen i samband med att industriarbetena minskade.

## Andra vågen, andra världskriget till och med 1960-talet
I samband med andra världskriget gick industrin på högvarv och åter flyttade den afro-amerikanska befolkningen från Södern. De flyttade även västerut till Los Angeles och San Francisco i större utsträckning och totalt flyttade fem till sex miljoner människor. I Södern konkurrerade bomullsplockningsmaskiner med lantarbetarna, men flera av de som flyttade lämnade ett urbant liv i Södern och segregationslagarna hade försvunnit en efter en. Under 1960-talet fanns det i till exempel Chicago inte tillräckligt med nya arbetstillfällen i industrin för att skapa arbete till den inflyttade befolkningen och migrationen avstannade på nytt.

## Omvänd våg
Därefter har det varit en tillbakaflyttning av afro-amerikaner till Södern, vilket har kallats en omvänd migration. Dels har många äldre flyttat tillbaks, men de flesta har flyttat in i Söderns storstadsområden och etablerat egna företag eller tagit kvalificerade arbeten.